# Carl Hempel
Carl Gustav Hempel (Oranienburg, 8 de enero de 1905-Princeton Township, Nueva Jersey, 9 de noviembre de 1997) fue un filósofo empirista lógico y epistemólogo. Se nacionalizó estadounidense.
Fue el fundador del Modelo Nomológico Deductivo de las ciencias. Destacado representante del círculo de Viena, emigró a EE. UU. (1937), donde ejerció como profesor en diversas universidades. Es autor de La explicación científica (1965) y Mente y cosmos (en colaboración con otros autores, 1966). Su última obra fue Fundamentos de la formación de conceptos en ciencia empírica (1988).
Carl Gustav Hempel es una figura clave en la epistemología del siglo XX, en la cual desarrolló diversos conceptos esclarecedores sobre la naturaleza de la explicación científica que tuvo, en la primera mitad del siglo, una fuerte hegemonía filosófica; es por esto considerado como una figura central del positivismo lógico, corriente filosófica abocada al estudio del lenguaje científico y fervorosa crítica de todo tipo de metafísica.